# شهرستان کیم جونگ‌سوک
شهرستان کیم جونگ‌سوک (به کره‌ای: 김정숙군) یک شهرستان در شمال کره شمالی است که در تابعیت استان ریانگ‌گانگ قرار دارد.
این شهرستان در سال ۱۹۵۲ میلادی، با جدایی از شهرستان سامسو، و با نام شهرستان شینپا (به کره‌ای: 신파군) در تابعیت استان هامگیونگ جنوبی تاسیس شد. 
در سال ۱۹۵۴ میلادی، با تاسیس استان ریانگ‌گانگ از مناطق شمالی استان هامگیونگ جنوبی، این شهرستان نیز به این استان جدید ملحق شد.
در سال ۱۹۸۱ میلادی، نام این شهرستان، برای ارج نهادن به کیم جونگ‌سوک، همسر اول کیم ایل‌سونگ (رهبر اول کره شمالی) و مادر کیم جونگ‌ایل (رهبر دوم کره شمالی)، و مبارز چریکی عضو ارتش متحد ضد ژاپنی شمال شرقی که در این زمان مبارزه با قوای اشغالگر ژاپنی، در این منطقه فعالیت داشت، به نام وی تغییر کرد.

## موقعیت جغرافیایی
شهرک کیم جونگ‌سوک، مرکز اداری این شهرستان، بر روی رود یالو و بر روی مرز چین می‌باشد. در طرف چینی این شهرک، دو شهرک شی‌سی‌داوگوو/شیبسادوگو و شی‌اِرداوگوو/شیبیدوگو، تابع شهرستان خودمختار چانگ‌بای کره‌ای در استان جی‌لین قرار دارند. اما نه راه ماشین‌رو و نه خط ریلی این شهرستان را به چین وصل نمی‌کند. نزدیکترین گذرگاه مرزی، در شهر هیه‌سان، مرکز استان ریانگ‌گانگ، در ۶۵ کیلومتری شرق کیم جونگ‌سوک می‌باشد.

## تقسیمات اداری
شهرستان کیم جونگ‌سوک به ۱ شهرک، ۲ منطقهٔ کارگری، و ۲۲ روستای تابعه تقسیم شده است.
| - ‌ شهرک‌ها - کیم جونگ‌سوک (김정숙읍، Kimjŏngsuk-ŭp) - مناطق کارگری - ریونگها (룡하로동자구، Ryongha-rodongjagu) - شین‌هونگ (신흥로동자구، Shinhŭng-rodongjagu) - روستاها - پودونگ (포덕리، P'odŏng-ri) - پونگ‌یانگ (풍양리، P'ungyang-ri) - ته‌یانگ (태양리، T'aeyang-li) - جاسو (자서리، Chasŏ-ri) - جانگهانگ (장항리، Changhang-ri) - جیپونگ (저풍리، Chip'ung-ri) - چابو (차보리، Ch'abo-ri) - دوریونگ‌دونگ (도룡덕리، Toryongdŏng-li) | - روستاها (ادامه) - هاوون‌دونگ (하원동리، Hawŏndong-ri) - هوانگچول (황철리، Hwangch'ŏl-li) - سامپودونگ (삼포동리، Samp'odong-ri) - سامسو (삼서리، Samsŏ-ri) - سانگده (상대리، Sangdae-ri) - سوک‌پیونگ (석평리، Sŏkp'yŏng-ri) - سونگجون (송전리، Songjŏl-li) - سونگ‌دونگ (성동리، Sŏngdong-ri) - گانگها (강하리، Kangha-ri) - گوریونگ (거룡리، Kŏryong-ri) - موکسو (목서리، Moksŏ-ri) - وون‌دونگ (원동리، Wŏndong-li) |